# Podkład podłogowy
Zasugerowano, aby zintegrować ten artykuł z artykułem Gładź podłogowa. Nie opisano powodu propozycji integracji.
Podkład podłogowy (także: jastrych lub szlichta) - bezspoinowa podłoga lub podkład pod podłogę. Zadaniem warstwy jest wyrównanie powierzchni np. stropu przed położeniem materiału wykończeniowego, jakim może być  terakota lub inne płytki podłogowe, parkiet, wykładzina dywanowa lub z tworzyw sztucznych itp. Podkład może występować w postaci mokrej mieszanki zaprawy budowlanej układanej na budowie lub prefabrykowanych płyt w postaci tzw. "suchego jastrychu". W przypadku zastosowania jastrychu jako warstwy wierzchniej stosuje się najczęściej gotowe (przygotowane fabrycznie) mieszanki o niskim skurczu, które w miejscu wbudowania wymagają wymieszania z wodą. Materiały tego typu otrzymywane są na ogół przez dodanie odpowiednich środków chemicznych.
Obecnie zgodnie z normą PN EN 13813-sierpień 2003 Podkład podłogowy oraz materiały do ich wykonania. Materiały. Właściwości i wymagania. Najczęściej spotykane są:
- podkład podłogowy na bazie cementu
- podkłady na bazie siarczanu wapnia (anhydrytowy)
- podkłady magnezjowe
- podkłady asfaltowe
- podkłady żywiczne.
- podkłady  magnezjowe - dawniej były często stosowane z domieszką trocin jako tzw. skałodrzew do wykonywania posadzek bezspoinowych.

W zależności od sposobu ułożenia warstwy wyrównującej na powierzchni np. stropu rozróżnia się:
- podkłady zespolone z podłożem, czyli ułożone na warstwie stropu przed jej związaniem albo (częściej) na warstwie gruntującej używanej w celu polepszenia przyczepności obu materiałów,
- podkłady na warstwie poślizgowej, czyli ułożone na warstwie rozdzielającej (nie współpracujące ze sobą) w postaci folii polietylenowej lub papy,
- podkłady pływające – układane na warstwie izolacji termicznej lub akustycznej i oddzielone od pionowych elementów konstrukcji cieńszymi paskami takiej samej izolacji. Konstrukcję podłóg z wylewkami pływającymi cechuje duża izolacyjność akustyczna. Ten typ układania wylewek najczęściej jest stosowany przy budowaniu systemów ogrzewania podłogowego.

Współcześnie stosowane materiały do wykonywania warstw wyrównujących na mokro (czyli wylewanych w miejscu wbudowania) często charakteryzują się zdolnością do samopoziomowania.
Używane zamiennie słowo jastrych jest pochodzenia greckiego (όστρακον ostrakon), zapożyczone z j. niemieckiego Estrich.